# Митохондриально-адресованные антиоксиданты
Митохондриально-адресованные антиоксиданты — антиоксиданты, накопление и действие которых происходит непосредственно в митохондриях. По одной из теории, митохондрии являются основными источниками активных форм кислорода в клетке. Поэтому, если удастся предотвратить окислительный стресс внутри митохондрий, активные формы кислорода не выйдут из митохондрий в цитоплазму клеток, и повреждения самой клетки не будут летальными.

## Классификация
Существует две главные стратегии для направления маленьких молекул антиоксидантов в митохондрии in vivo: соеднинение с липофильными катионами и вставка в направленные в митохондрии пептиды

### Липофильные катионы
Липофильные катионы могут легко проходить через фосфолипидные бислои плазматической мембраны и внутренней мембраны митохондрий, так как заряд катиона эффективно распределен по большой гидрофобной поверхности, таким образом понижая энергию активации для их перемещения через мембрану. Способность этих катионов проникать через фосфолипидные слои дает возможность их аккумуляции в митохондриальном матриксе просто в ответ на большой отрицательный мембранный потенциал внутри митохондрий и не требует специфичных механизмов импорта. Уравнение Нернста показывает, что проникновение липофильных катионов внутрь митохондриального матрикса, обеспечиваемое только мембранным потенциалом, увеличивается в 10 раз на каждые 61.5 мВ. Так как потенциал митохондриальной мембраны in vivo обычно составляет около 140—160 мВ, это обеспечивает в 200—400 раз большую аккумуляцию липофильных катионов внутри митохондриального матрикса, нежели в цитоплазме. Проникновение в клетки также обеспечивается потенциалом плазматической мембраны (30-60 мВ, отрицательно заряжена изнутри), тем самым аккумуляция этих соединений внутри митохондрий in vivo относительно внеклеточного окружения может быть выше в несколько тысяч раз.
Наиболее охарактеризованным и широко используемым липофильным катионом для доставки антиоксидантов в митохондрии является катион трифенилфосфония (ТФФ), который изначально использовался для оценки мембранного потенциала. С тех пор катион стали присоединять к спектру антиоксидантов для доставки в митохондрии.
Существует ряд преимуществ использования ТФФ: его проникновение в митохондрии достоверно установлено, а также относительная простота вставки функциональной группы в ходе химического синтеза, обычно замещением уходящей группы ТФФ. Широкий спектр антиоксидантов доставлялись в митохондрии с помощью соединения с ТФФ, включая витамин E,
эбселен (селен-органический антиоксидант, действующий через глутатион и обладающий пероксидазоподобным эффектом), липоевую кислоту, пластохинон, нитроксиды, нитроны. Наиболее охарактеризованным антиоксидантом, адресованным в митохондрии путём соединения с катионом ТФФ, является MitoQ.
MitoQ содержит убихиноновую часть, соединенную с ТФФ с помощью 10-углеродной цепи. Катион ТФФ в составе MitoQ обеспечивает быстрый захват через плазматическую мембрану, обеспечиваемый потенциалом плазматической мембраны, затем его аккумуляции внутри митохондрий (описывается уравнением Нернста). Внутри митохондрий MitoQ долгое время повторно используется как активный антиоксидант убихинол за счет работы комплекса II дыхательной цепи. Так как MitoQ в основном абсорбируется внутренней мембраной митохондрий, и его соединяющая цепь дает возможность компоненту убихинола глубоко проникать внутрь мембраны, MitoQ является эффективным антиоксидантом против перекисного окисления липидов. MitoQ также проявляет защитные свойства против пероксинитритов, и убихинон форма также может действовать напрямую с супероксидом. Действуя как антиоксидант, убихинол MitoQ окисляется до убихинона, который затем быстро повторно восстанавливается комплексом II дыхательной цепи, возвращая свою антиоксидантную активность. Защитные функции MitoQ против окислительного стресса митохондрий были показаны на большом количестве клеточных моделей
Также известным антиоксидантом, соединенным с ТФФ, является SkQ, в котором вместо убихинонового производного используется производное пластохинона.

### Митохондриально-адресованные пептиды
Другой альтернативный подход к направлению антиоксидантов в митохондрии — использование маленьких, положительного заряженных пептидов, называемых Szeto-Schiller (SS) — пептидами. SS-пептиды содержат в себе 4 чередующихся ароматических/основных аминокислот с D-аминокислотой в первой или второй позиции, что вместе с амидированием С-конца делает пептиды устойчивыми к деградации. SS-пептиды имеют три положительных заряда при физиологических pH, и исследования с изолированными клетками показывают, что они быстро проникают через плазматическую мембрану и аккумулируются митохондриями, где они связываются с внутренней мембраной. Проникновение через клеточную мембрану зависит от концентрации и не является насыщаемым процессом, что предполагает прямое прохождение через мембрану. Пептиды с похожей структурой чередующихся ароматических и основных аминокислот также захватываются митохондриями внутри клеток, что обеспечивается влиянием потенциала митохондриальной мембраны на положительно заряженный пептид. Однако, несмотря на их положительный заряд, захват SS-пептидов митохондриями, кажется, происходит не в ответ на мембранный потенциал, и механизм, который обеспечивает селективный захват пептидов митохондриями, на данный момент не ясен. Некоторые из SS-пептидов имеют внутреннюю антиоксидантную активность; например, пептид SS-31 имеет остаток диметилтирозина, который, как считается, действует через свою фенольную часть, в то время как похожие пептиды без этого остатка не показывают свойств антиоксидантов. SS-пептиды защищают против окислительного стресса в изолированных митохондриях и в клеточных моделях заболеваний.

## Поглощение митохондриально-адресованных антиоксидантов митохондриямиin vivo
In vitro эксперименты с двумя классами митохондриально-адресованных антиоксидантов, проиллюстрированных на примере MitoQ и SS-31, показывают, что они селективно захватываются митохондриями внутри клеток, где уменьшают окислительные повреждения. Для разработки эффективной терапии in vivo необходимо определить, действительно ли эти соединения могут длительное время доставляться в митохондрии в живых организмах.

### Липофильные катионыin vivo
При внутривенном введении MitoQ мышам наблюдается относительно низкая токсичность при введении в концентрации около 20 мг MitoQ/кг, при этом захват соединения в ткани происходит очень быстро (менее 5 минут). При длительном пероральном употреблении MitoQ мышами токсичность также не выявлена (при дозе 55-80 мг MitoQ/в день/кг), при этом MitoQ не изменяет физической активности мышей, но наблюдается уменьшение процента жира тела и содержание триглицеридов в печени и плазме крови. Проверялось также влияние на экспрессию генов, активность комплексов дыхательной цепи, повреждение митохондриальной ДНК и другие показатели. В совокупности эти данные показывают, что длительное пероральное употребление MitoQ безопасно и его эффекты in vivo связаны только с антиоксидантными способностями и никакими другими факторами.
MitoQ эксретируется вместе с мочой и желчью как немодифицированный MitoQ, а также с некоторыми модификациями убихинольного кольца.

### Митохондриально-адресованные пептидыin vivo
Проводились испытания на мышах при введении внутривенно, внутрибрюшинно и покожно, но не было проведено испытаний на пероральное введение соединения. SS-пептиды при внутривенной и внутрибрюшинной инъекции быстро захватываются различными тканями, а также при внутривенном введение может проникать через гематоэнцефалический барьер. Однако, захват SS-пептидов внутрь тканей не был изучен детально, как и их метаболизм.

## Исследования митохондриально-адресованных антиоксидантов на людях
Только MitoQ и SkQ тестировались на людях.
В 2012 году SkQ1 прошло клинические испытания, и стало использоваться во врачебной практике в качестве капель «Визомитин» от синдрома сухого глаза. Это соединение стало первым митохондриально-направленным соединением в медицинской практике. Инициированы клинические испытания SkQ1 против нейродегенеративных заболеваний. Уже показаны данные о замедлении оксидативного гемолиза эритроцитов.
Первое исследование MitoQ на людях проводилось в 2010 году. Оценивали, способно ли соединение замедлить прогрессию патологий при болезни Паркинсона, для чего использовалось двойное слепое исследование в двух дозировках MitoQ. Эффект оценивался через 12 месяцев. Это исследование не показало никакой разницы между приемом плацебо и MitoQ. Наиболее вероятное объяснение потери эффекта — когда Паркинсонизм начинает клинически проявляться, уже слишком поздно для спасения остальных дофаминэргических нейронов. Однако это исследование показало, что MitoQ безопасно при пероральном употреблении на протяжении длительного времени.
Второе клиническое исследование на людях пыталось выяснить эффект MitoQ на пациентов с хроническим гепатитом C. Исследование проводилось в течение 28 дней. Оценивался эффект при пероральном приеме MitoQ на сывороточную аминотрансферазу у инфицированных пациентов в двойном слепом исследовании с двойной дозировкой MitoQ и плацебо. Обе концентрации MitoQ показывают значительное уменьшение сывороточной аланиновой трансаминазы. Эти данные показывают, что MitoQ уменьшает повреждение печени при хроническом воспалении.